# Tissierella creatinini
Tissierella creatinini è una specie di batterio appartenente alla famiglia delle Peptostreptococcaceae.